# Nastassia Ziazioulkina
Nastassia Ziazioulkina est une joueuse d'échecs biélorusse née le 6 octobre 1995 à Minsk. Cinq fois championne de Biélorussie (en 2010, 2012, 2013, 2016 et 2017), elle a obtenu le titre de maître international en 2014.
Au 1er août 2017, elle est la première joueuse biélorusse et la 94e joueuse mondiale avec un classement Elo de 2 369 points.

## Championnats du monde féminins
Nastassia Ziazioulkina a remporté le championnat du monde d'échecs de la jeunesse féminin dans la catégorie moins de 16 ans (en 2010 et 2011). Elle a remporté le championnat d'Europe des moins de 18 ans en 2013. En 2012, à 17 ans, elle fut vice-championne du monde junior (moins de 20 ans).
Elle a participé au championnat du monde d'échecs féminin de 2012, éliminée au premier tour par l'ancienne championne du monde Zhu Chen. En 2017, elle fut éliminée au premier tour du championnat du monde féminin par l'ancienne championne du monde Anna Ushenina.

## Compétitions par équipe
Nastassia Ziazioulkina a représenté la Biélorussie lors de chacune des olympiades d'échecs féminines depuis 2010. Elle jouait au deuxième échiquier (derrière Anna Sharevich) en 2010. En 2012, 2014 et 2016, elle a joué au premier échiquier de l'équipe de Biélorussie,. Lors de l'olympiade d'échecs de 2014, elle réalisa la sixième meilleure performance de l'olympiade au premier échiquier (2 580 points).